# 星奈美紗希
星奈 美紗希（ほしな みさき、1996年10月1日 - ）は、日本のタレント。ミス東スポ2021準グランプリ。

## 略歴・人物
- 元バクステ外神田一丁目メンバー（9期生）。当時の名義は星奈 美咲（読み同じ）。
- 日本女子体育大学卒業後[2]、とある競艇場の職員として勤務。在職中の2020年にミス東スポ2021に星奈 美紗希名義で応募し、準グランプリを獲得。これを受けて2021年1月末に職場を辞めて上京し、芸能の仕事に復帰。復帰後はフリーランスとして活動している[4]。
- 特技はレース実況のものまね、ボートレーサーの登録番号から選手の名前を当てること。

### 競艇（ボートレース）
- 星奈が競艇（ボートレース）に興味を持つようになったのは高校時代[5]。最初は同級生たちの『モンキーターン』の回し読みに加わっていただけだったが、当時高校にいた女性教師が女性のボートレーサーと知り合いだったことを知り、レースを見出していくうちにハマり[5]、やがてプライベートで競艇場へ通うようになる。遠方へも頻繁に訪れ、大学在学中の時点で全国に24ある競艇場のうち、三国を除く23場を制覇した[1]。
- 舟券の購入は20歳の誕生日を迎えた日のニコニコ生放送出演時に解禁。その放送内でBR江戸川で開催されていた「GI江戸川大賞 開設59周年記念」の5日目第9レースで、300円分購入した3連単354倍の舟券を的中させて10万円を超える払戻金を得る[6][7]。
- バクステ外神田一丁目のメンバーとして活動中はボートレース大好きアイドルとして、競艇関係のテレビ番組やインターネット配信番組、イベントに出演。坂上忍と競艇の番組で共演をしたときには「大森のキャバ嬢」というニックネームをつけられた[1]。
- 2019年2月末にバクステ外神田一丁目を卒業する際には、BR浜名湖で「星奈美咲卒業記念競走」という冠レースが行われた[8]。
- 競艇場の職員を勤めている間はモーターボート競走法の規定で舟券を購入することができないため[9]、代わりに他の公営競技（特に競輪）を打っていた。
- 一番好きなボートレーサーは浜田亜理沙。

## 出演

### テレビ番組
- 坂上忍のボートレースに乾杯（日本レジャーチャンネル、2017年2月4日）[10]

### ラジオ番組
- 公営競技の女神 徹底予想セブン！（ラジオ日本、2022年11月11日-12月30日）（全8回予定）[11]

### インターネット配信番組
- ブチヌキ舟券勝負（ニコニコBOATRACE@JLC）[12]
- SG第27回グランドチャンピオン ニコニコボートレース部@JLC 特別出張inボートレース鳴門（ニコニコBOATRACE@JLC、2017年6月24日・6月25日）[13]
- 3日連続 当てるTV！グランプリ ボクシング王者村田諒太が参戦SP（ABEMA、2017年12月23日）[14]
- 3日連続 当てるTV！グランプリ 大物芸能人に電話で予想聞いちゃうぞSP（ABEMA、2017年12月24日）[14]
- マシェバラ的ケイリン生活 チャリバラ（マシェバラ、2018年7月4日）[15]
- モギたて!いわき平けいりん（いわき平競輪チャンネル、2018年8月17日、2019年2月26日[16]、2021年2月25日[17]）